# Jan Nepomnjašči
Jan Nepomnjašči (Brjansk, 14. srpnja 1990.), ruski je šahovski velemajstor i dvostruki izazivač za naslov svjetskoga prvaka. Izgubivši oba meča, nikad nije postao svjetskim šahovskim prvakom.
Prvi meč za naslov svjetskog prvaka izgubio je od Magnusa Carlsena 3.5:7.5, a prednost u drugom meču je neočekivano dvaput ispuštao i na kraju meč izgubio u doigravanju od Kineza Dinga Lirena rezultatom 7:7 (1.5:2.5).

## Uspjesi u šahu
Trostruki je europski prvak u šahu u mlađim uzrastima, 2000. g. u klasi do deset godina života, a 2001. g. i 2002. g. u klasi do dvanaest godina. Pobjedom na turniru u Moskvi u veljači 2008. g. kvalificirao se i sudjelovao na Dortmundskom turniru iste godine.
Na 11. Europskom pojedinačnom prvenstvu u šahu za muškarce i žene održanom u ožujku 2010. g. u Rijeci, osvojio je prvo mjesto i time postao europski šahovski prvak 2010. godine. 
Prvenstvo je osvojio s 9 od mogućih 11 bodova. Ostvario je 7 pobjeda i 4 remija te niti jedan poraz.

## Vanjske poveznice
- Neke Nepomnjaševe partije
- Nepomnjaščijevi rezultati na 11. Europskom prvenstvu 2010. g. u Rijeci